# Гумбольдт-бокс

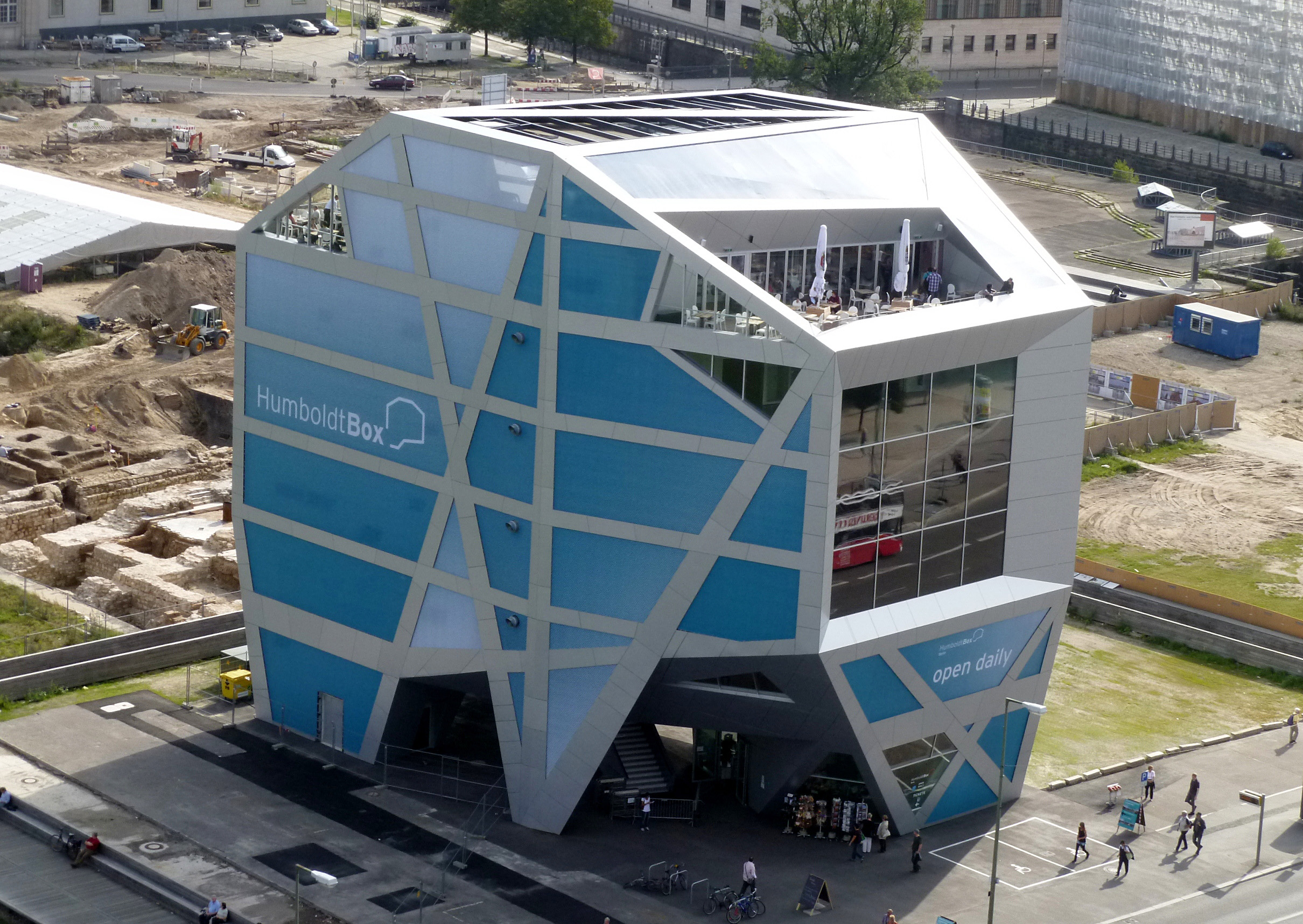
Гумбольдт-бокс на Дворцовой площади. 2011

Гумбольдт-бокс (англ. Humboldt-Box) — временное выставочное сооружение на Дворцовой площади в центре Берлина. Был построен напротив Люстгартена в 2011 году как информационный центр на период восстановления берлинского Городского дворца и подготовки к открытию в нём Гумбольдт-форума. Гумбольдт-бокс знакомил с историей этого района и концепцией его будущего использования в музейных целях. В экспозиции Гумбольдт-бокса была представлена информация о истории, строительстве и будущем Городского дворца и Гумбольдт-форума, а также новые интерактивные выставочные концепция, разрабатываемые для Гумбольдт-форума, которые будет специализироваться на внеевропейском искусстве и глобальных направлениях развития культуры и науки. Проект Гумбольдт-бокса, подготовленный Сенатом Берлина, финансировался из частных источников, выбранных по результатам публичного конкурса. В 2013 году Гумбольдт-бокс посетило около 136 тыс. человек.
Здание Гумбольдт-бокса высотой 28 м и площадью 3 тыс. м² располагает смотровыми террасами и рестораном на крыше. Один этаж здания был отведён под проведение мероприятий. Выставки в Гумбольдт-боксе организуют Фонд берлинского Городского дворца — Гумбольдт-форума, Берлинский университет имени Гумбольдта, а также Этнологический музей и Музей азиатского искусства в составе Государственных музеев Берлина — Фонда прусского культурного наследия, которые разместятся в стенах Гумбольдт-форума. Гумбольдт-бокс закрылся 16 декабря 2018 года и впоследствии был демонтирован. 